# Militärhistoria
Militärhistoria är det vetenskapliga studiet av historia där militärens roll studeras ur ett integrerat helhetsperspektiv och kan undersökas ur olika synvinklar (till exempel politiska, sociologiska, ekonomiska eller etnologiska). En person som arbetar med militärhistoria kan allmänt kallas för militärhistoriker, eller också benämnas med det snävare ämnesområde som vederbörande är verksam inom, till exempel pansarhistoriker.
Ämnet militärhistoria har av hävd använts för att analysera historiska fälttåg och operationer i syfte att fastslå generella doktriner och handlingssätt samt att belysa principer. Inom militärhistorien studeras till exempel enskilda slag och krig, allmänna tendenser inom krigföring, krigens påverkan på samhället och samhällsutvecklingens påverkan på krigföringen. Militärhistoria kan studeras på olika nivåer: allt från studier av arméer till enskilda soldater.
Ämnet är mycket gammalt, då några av de tidigaste historiska texterna handlar om just krig. Exempel är skrifterna om Elam och Sumers krig 2700 f.Kr. Delar av Bibeln är rent krigs och militärhistoriskt skildrade och många politiker har skrivit i ämnet som Julius Caesar i De Bello Gallico och De Bello Civili. Även moderna krig skildras i samma tradition.
I princip har alla samhällen under den tid de existerat var i konflikt med andra samhällen och 90–95 % har varit i krig. Effekterna av tekniskt framåtskridande är särskilt tydliga i militärhistorien. Många gånger har militärteknisk utveckling föregått de civila tillämpningarna, där GPS är ett exempel. Moderna krig och konflikter har långt ifrån karaktären av man mot man och armé mot armé vilket de fordom hade. Istället kan de liknas vid ett schackspel där man med minsta möjlig mansplillan (civil likaväl som militär), minsta möjliga drag och största möjliga högteknologi skall kunna besegra sin fiende. Man talar om lågintensiva (gerillakrig: konventionell armé mot en osynlig fiende) och högintensiva ("vanliga" krig) konflikter.